# Просторовий поворот
Просторовий поворот — інтелектуальна течія в соціальних науках та гуманітаристиці, яка зосереджує свою увагу на вивченні простору, формуванні уявлення про нього. Така зміна парадигми відбулася наприкінці 1980-х років. В період просторового повороту час не є більше основною категорією аналізу, натомість нею стає простір. Зміна парадигми породила міждисциплінарні зв'язки географії з гуманітарними науками та галузями знань: соціологією, культурологією, історією, літературознавством тощо. 

## Витоки
Просторовий поворот як міждисциплінарне явище в гуманітарних науках вперше було запропоноване Едвардом Соя в 1989 році в праці “Постмодерна географія” , аби пояснити зростаюче зацікавлення вчених поняттям простору у 1960-1970-х роках. Зміна парадигми також відбулася завдяки внеску Анрі Лефевра у праці “Виробництво простору” 1974 року.  Там автор стверджує, що простір є соціальним конструктом, і, окрім того, що є інструментом дії та мислення, він також засобом контролю, а отже панування. Значними були впливи на становлення просторового повороту також Мішеля Фуко, Жиль Делеза та Фелікса Гваттарі. Появу просторового повороту також пов’язують з розвитком Геоінформаційної системи (ГІС), яка робить картографування більш доступним.

## Розвиток літературної географії
Через просторовий поворот виник напрям літературної географії — міждисциплінарної галузі, яка використовує географічний підхід до літературних текстів. Таким чином виникли кілька методів аналізу, зосереджені на цьому взаємозв'язку:
- Геокритика — напрям літературної критики, який визначає пріоритетність простору, місць та просторових практик у літературознавстві. В рамках цього підходу аналізуються текстовий та реальний простори, а також просторові наративи. Теорія цього підходу була викладена французьким публіцистом Бертраном Вестфалем[3].
- Екокритика — метод літературного аналізу, який є частиною екологічного руху, що виник у 1960-х роках. В межах цього підходу літературознавці аналізують тексти, які ілюструють проблеми навколишнього середовища. Вперше цей методі був впроваджений Джозефом Мікером»[4].
- Психогеографія — досліджує ефекти географічного середовища на емоції та поведінку особистості. Поняття було окреслено Мерліном Коверлі[5]. Цей метод використовують для аналізу зв'язку людини та простору, в якому вона розвивається.

## Культурний поворот
Для географічної науки дзеркальним просторовому повороту є культурний поворот, який відбувся у 1980-роках. Він поставив під сумнів позитивістський підхід географів та спеціалістів гуманітарних наук, що означав аналіз літературних текстів як джерел виключно фактичної інформації. І-Фу Туан у своїй праці "Географія людини: проблеми та перспективи" одним із перших висловив припущення, що літературні твори можуть давати географам також бачення того, як люди переживають досвід проживання або перебування у певному просторі. Згодом увага зосередилася в рамках цього напрямку на дослідженні не фізичних місць як таких, а радше на місцях як соціальних та культурних конструктах. Простір в парадигмі культурного повороту вивчається за допомогою літератури, оскільки розуміється як текст, конструюється та інтерпретується за допомогою різних текстових стратегій. На такий підхід значною мірою вплинула семіотика Фердинана де Сосюра, а також структуралізм та постструктуралізм. 